# Agapetes
Agapetes é um género botânico pertencente à família Ericaceae.

## Espécies
- Agapetes aborensis
- Agapetes acuminata
- Agapetes acuminatissimum
- Agapetes adenobotrys
- Agapetes affinis
- Agapetes alberti-edwardii
- Agapetes amblyornidis
- Agapetes angulata
- Agapetes angustifolia
- Agapetes anonyma
- Agapetes arunachalensis
- Agapetes atrosanguinea
- Agapetes auriculata
- Agapetes beccariana
- Agapetes bhareliana
- Agapetes bhutanica
- Agapetes borii
- Agapetes brachypoda
- Agapetes bracteata
- Agapetes brandisiana
- Agapetes brassii
- Agapetes brevicuspis
- Agapetes burmanica
- Agapetes buxifolia
- Agapetes camelliifolia
- Agapetes campanulata
- Agapetes carrii
- Agapetes cauliflora
- Agapetes chapaensis
- Agapetes ciliata
- Agapetes costata
- Agapetes dalaiensis
- Agapetes discolor
- Agapetes dispar
- Agapetes epacridea
- Agapetes fasciculiflora
- Agapetes filicicola
- Agapetes flava
- Agapetes forbesii
- Agapetes forrestii
- Agapetes glabra
- Agapetes graciliflora
- Agapetes griffithii
- Agapetes guangxiensis
- Agapetes haemantha
- Agapetes helenae
- Agapetes hillii
- Agapetes hookeri
- Agapetes hosseana
- Agapetes hyalocheilos
- Agapetes incurvata
- Agapetes inopinata
- Agapetes interdicta
- Agapetes intermedia
- Agapetes kanjilali
- Agapetes kingdonis
- Agapetes kudukii
- Agapetes lacei Craib
- Agapetes leiocarpa
- Agapetes leptantha
- Agapetes leucocarpa
- Agapetes linearifolia
- Agapetes listeri
- Agapetes lobbii
- Agapetes loranthiflora
- Agapetes macrantha
- Agapetes macrophylla
- Agapetes macrostemon
- Agapetes malipoensis
- Agapetes manipurensis
- Agapetes mannii Hemsl.
- Agapetes marginata Dunn
- Agapetes medogensis
- Agapetes megacarpa
- Agapetes meiniana
- Agapetes meliphagidum
- Agapetes merrilliana
- Agapetes microphylla
- Agapetes miniata
- Agapetes miranda
- Agapetes mitrarioides
- Agapetes mondangensis
- Agapetes moorei Hemsl.
- Agapetes moorhousiana
- Agapetes muscorum
- Agapetes myzomelae
- Agapetes nana
- Agapetes neocaledonica
- Agapetes neriifolia
- Agapetes nutans
- Agapetes nuttallii
- Agapetes oblonga
- Agapetes obovata
- Agapetes obtusata
- Agapetes odontocera
- Agapetes pachyacme
- Agapetes parishii
- Agapetes pensilis
- Agapetes pilifera
- Agapetes polyantha
- Agapetes pottingeri
- Agapetes praeclara
- Agapetes praestigiosa
- Agapetes prainiana
- Agapetes prostrata
- Agapetes pseudogriffithii
- Agapetes pubiflora
- Agapetes pyrolifolia
- Agapetes queenslandica
- Agapetes refracta
- Agapetes rosea Jungh.
- Agapetes rubrobracteata
- Agapetes rubrocalyx
- Agapetes rubropedicellata
- Agapetes rugosus
- Agapetes salicifolia
- Agapetes saligna
- Agapetes saxicola
- Agapetes sclerophylla
- Agapetes scortechinii
- Agapetes serpens
- Agapetes setigera
- Agapetes shungolensis
- Agapetes siangensis
- Agapetes sikkimensis
- Agapetes similis
- Agapetesiana
- Agapetes smithiana
- Agapetes spissa
- Agapetes spissiformis
- Agapetes subansirica
- Agapetes subcordata
- Agapetes subsessilifolia
- Agapetes subvinacea
- Agapetes thailandica
- Agapetes toppinii
- Agapetes trianguli
- Agapetes variegata
- Agapetes velutina
- Agapetes vernayana
- Agapetes viridiflora
- Agapetes vitiensis
- Agapetes vitis-idaea
- Agapetes vonroemeri
- Agapetes wardii
- Agapetes wrightiana
- Agapetes xizangensis